# Zlatko Krmpotić
Zlatko Krmpotić (Belgrád, 1958. augusztus 7. –) jugoszláv válogatott szerb labdarúgó, hátvéd, edző.

## Pályafutása

### Klubcsapatban
A Crvena zvezda korosztályos csapatában kezdte a labdarúgást, ahol 1977-ben mutatkozott be az első csapatban. A Crvenával három jugoszláv bajnokságot és két kupagyőzelmet szerzett. 1986 és 1988 között a török a Gençlerbirliği játékosa volt. Az aktív labdarúgást a Topolyai SC csapatában fejezte be.

### A válogatottban
1980 és 1982 között nyolc alkalommal szerepelt a jugoszláv válogatottban. Részt vett az 1982-es spanyolországi világbajnokságon.

### Edzőként
A vajdasági Topolyai SC csapatánál kezdett játékosedzőként dolgozni. 1994 és 1996 között a svéd Degerfors, 1997–98-ban a Sloga Jugomagnat, 1999-ben a török Ankaragücü, 1999–00-ben az OFK Beograd, 2000-ben az FK Obilić, 2001-ben a görög Paniliakósz, a ciprusi Néa Szalamína Ammohósztu, 2002-ben a kazah Kajrat Almati vezetőedzője volt. 2005 és 2014 között főleg hazai környezetben tevékenykedett. 2005-ben a szerb-montenegrói U17-es, 2007–08-ban a szerb U19-es válogatott szövetségi kapitánya volt. Közben 2005–06-ban a kuvaiti Kazma SC szakmai munkáját irányította. 2013-ban és 2014-ben az OFK Beograd vezetőedzője volt. 2015 óta Afrikában vállalt edzői munkát. A Kongói Demokratikus Köztársaságban, Zambiában, Botswanában és Ruandában tevékenykedett kluboknál.

## Sikerei, díjai
Crvena zvezda
- Jugoszláv bajnokság
  - bajnok (3): 1979–80, 1980–81, 1983–84
- Jugoszláv kupa
  - győztes (2): 1982, 1985
- UEFA-kupa
  - döntős: 1978–79

 Gençlerbirliği
- Görög kupa
  - győztes: 1987